# Calocheiridius crassifemoratus
Calocheiridius crassifemoratus är en spindeldjursart som beskrevs av Beier 1955. Calocheiridius crassifemoratus ingår i släktet Calocheiridius och familjen Olpiidae.

## Underarter
Arten delas in i följande underarter:
- C. c. crassifemoratus
- C. c. moderatus